# Grąd (Żupawa)
Grąd – część wsi Żupawa w Polsce położona w województwie podkarpackim, w powiecie tarnobrzeskim, w gminie Grębów.
W latach 1975–1998 Grąd administracyjnie należał do województwa tarnobrzeskiego.